# Bemba (Ethnie)
Bemba, auch BaBemba, ist eine der größten und dominierenden Ethnien in Sambia in dessen Nord-, Ost- und Nordwestprovinz. Die Bemba führen ihre Ursprünge auf die historischen Königreiche der Luba und Lunda im oberen Kongobassin zurück, der Region Katanga. Die Geschichte der Bemba ist eine geschichtliche Einzigartigkeit in der Entwicklung der Häuptlingsherrschaft in der weiten und kulturell homogenen Region Zentralafrikas.

## Näheres
„Bemba“ sind all jene Bantu, die sich als Untertan des Oberhäuptlings, des Chitimukulu, betrachten. Sie lebten in Dörfern von 100 bis 200 Menschen und zählten im Jahr 1963 insgesamt 250.000. Es gibt über 30 Bemba-Clans, die sich nach Tieren oder Pflanzen nennen wie Bena Ng'andu (Krokodil-Clan) oder Bena Nona (Pilz-Clan). Sie setzten unter ihrem Häuptling Chitapankwa Anfang des 19. Jahrhunderts dem Marsch der Nguni und der Sotho nach Norden eine Grenze.
Im heutigen Sambia hat das Wort Bemba eine mehrfache Bedeutung. Es bezeichnet jene, deren Ursprung das Bembavolk ist, unabhängig von ihrem Wohnort, aber auch jene viel zahlreichere Gruppe, die um die 18 ethnische Untergruppen umfasst, und den ethnolinguistischen Cluster von matrilinearen-matrifokalen Ackerbauern bezeichnet, der als bembasprachige Leute in Sambia bekannt ist.
Die Sprache der Bemba ist eng mit den Bantusprachen Kaonde und Luba, Senga und Tonga, Nyanja/Chichewa verwandt. In Sambia wird CiBemba heute vor allem im Copperbelt sowie in den Provinzen Nord und Luapula gesprochen. Das Radio sendet die meiste Zeit auf Bemba.

### Herkunftslegende
In einem Land namens Luba oder Kola lebte ein König, der hieß Mukulumpe. Er hatte einige Söhne von verschiedenen Frauen. Eines Tages hörte er von einer Frau, die hatte Ohren so groß wie die eines Elefanten und sagte von sich, sie komme vom Himmel und gehöre zum Krokodil-Clan. Ihr Name war Mumbi Mukasa und der Häuptling heiratete sie. Sie gebar drei Söhne, Katongo, Chiti und Nkole, sowie eine Tochter, Chilufya Mulenga. Die drei ungestümen jungen Männer bauten einen Turm, der jedoch in sich zusammenstürzte und viele Menschen unter sich begrub, so dass diese starben. Mukulumpe wurde wütend. Er riss Katongo die Augen aus und verbannte Chiti und Nkole. Bald gab Mukulumpe vor, das zu bedauern, und rief seine Söhne aus dem Exil zurück. Tatsächlich baute er eine Fallgrube auf ihrem Weg, in der er alle drei töten wollte. Doch Katongo, obwohl nun blind, warnte seine Brüder, indem er seine Trommel schlug. Als die drei lebend beim Palast ankamen, demütigte sie der König, indem er sie Arbeit von Dienstpersonal verrichten ließ. Chiti und Nkole verließen das Königreich, nahmen aber ihre drei mütterlichen Halbbrüder Kapasa, Chimba und Kazembe mit und einiges Gefolge.
Sie flohen nach Osten, bis sie zum Mittellauf des Flusses Luapula kamen. Häuptling Matanda von Bena Mukulo schiffte sie hinüber. In ihrer Eile ließen sie ihren blinden Bruder Katongo und ihre Schwester Chilufya Mulenga zurück, über die Mukulumpe in einem Haus ohne Türen wachte. Sie schickten ihren Bruder Kapasa, damit er Chilufya Mulenga befreie, was er einfallsreich tat. Aber auf dem Weg nach Luapula verliebte sich Kapasa in Chilufya. Als sich herausstellte, dass sie schwanger geworden war, wurde Kapasa von Chiti verleugnet. Die Gruppe war inzwischen mit einem „weißen Magier“ zusammengekommen, Luchele Nganga. Als sie den Luapula erreichten, beschloss Kazembe, dort zu siedeln, aber Nkole und Chiti waren unsicher. Als Luchele Nganga einen Fisch aus einem Mörser hervorzauberte, nahmen sie das als ein Omen, weiter ostwärts auf das Plateau des Flusses Chambeshi zu ziehen, das nahe beim Bangweulusee lag.
Sie überquerten die Sawa-Schnellen und den Fluss Luchindashi, wo zwei Frauen stritten und ein Teil der Gruppe abseits stand, wo sie den Bena Nona (Pilz-Clan) und den königlichen Clan der Bisa bildeten.
Die anderen wandten sich südwärts, wo sie den Lala begegneten, die um einen Häuptling baten. Sie gaben ihnen einen Mann namens Kankomba. Dann wandten sie sich nach Osten zum Tal des Luangwa. Bei den Senga trafen sie Häuptling Mwase. Seine Frau Chilimbulu war sehr schön und ihr Bauch war verziert mit eleganten Narben. Chiti verliebte sich in Chilimbulu und verführte sie, als ihr Mann auf der Jagd war. Als dieser zurückkehrte, fand er beide beim Liebesakt und die beiden Häuptlinge fochten miteinander. Chiti wurde durch einen Giftpfeil geritzt, woran er starb.
Nkole und sein Gefolge nahmen Chitis Leichnam mit sich und suchten nach einem geeigneten Grab für ihn. Sie begegneten dem Magier Luchele Nganga erneut, der sie zu einem majestätischen Grab führte, das Mwalule oder Milemba genannt wurde. In Mwalule stießen sie auf eine Frau namens Chimbala und einen Gast, den Bisa-Häuptling Kabotwe, der mit Chimbala Handel treiben und ihr seine Ehrerbietung darbringen wollte.
Nachdem Chimbala ihnen ihre Erlaubnis gegeben hatte, Chiti zu begraben, arrangierten sie es, dass Chimbala Kabotwe heiratete, nachdem sie sich Chimbalas ritueller Fähigkeit versichert hatten, jene zu reinigen, die Chiti begruben. Kabotwe wurde der Wächter des Grabes und erhielt den Titel Shimwalule, den seine matrilinearen Abkommen erbten. Nkole hatte eine Gruppe entsandt, Rinder vom Viphya-Häuptling Pilua zu stehlen, um eine Ochsenhaut für Chiti zu bekommen. Dann entsandte er eine Gruppe, um Chitis Tod zu rächen, indem sie Mwasa und Chilibulu töteten. Deren Leichname wurden in Mwalule verbrannt, doch der Rauch legte sich auf Nkole, so dass er starb und ebenfalls in Mwalule begraben wurde.
Die Kola übernahmen die matrilineare Erbfolge und Chiti und Nkole wurden vom Sohn ihrer Schwester Chilufya Mulenge beerbt. Er wurde ebenfalls Chilufya genannt und war zu jung, um als Häuptling zu herrschen. Also wurde der Halbbruder von Chiti, Chimba, Regent. Die Kola verließen Mulambalala, wo sie nahe Mwalule wohnten, und überquerten den Chambeshi nach Norden. Sie brachten Schande über Kapasa, siedelten in seinem Eigentum in Bulombwa, von wo sie den Iwa-Häuptling Kafwimbi und seine Rinder vertrieben.
Die anderen wanderten weiter westwärts den Fluss Kalongwa hinauf, wo zwei Männer, Kawba und Chikunga, ein totes Krokodil fanden. Da sie die Häuptlinge das Krokodil-Clans waren, deuteten sie das als ein gutes Zeichen. Hier errichteten die Kola ihre Hauptstadt Ngwena (Krokodil) am Fluss Kalungu und siedelten im umliegenden Land. Die Gruppen, die in diesem Gebiet lebten, wurden Sukuma, Musukwa, Kalelelya und Ngalagansa genannt. Sie wurde von den Kola vertrieben und getötet, die nun Bemba hießen.
Als der König Chilufya erwachsen geworden war, überreichte ihm Chimba die königlichen Bogen, die seinen Onkeln Nkole und Chiti gehört hatten. Chilufya erhielt so den Ehrennamen ca mata yabili (von den zwei Bögen). Chilufya aber bestand darauf, dass Chimba den Bogen von Nkole behielt, und erlaubte ihm, sein eigenes Dorf bei Chatindubwi zu gründen, ein paar Kilometer nördlich des Flusses Kalungu.
Danach wurden die Bemba viele. Neue Dörfer wurden gegründet und fanden ihre Häuptlinge, die Chilufya folgten. All diese Oberhäuptlinge trugen den Namen des Gründers, Chiti Mukulu (Chiti, der Große).
(Quelle: A History Of The Bemba von Andrew D. Roberts, Kap. The Origins Of Bemba Chieftainship)

### Die Bemba heute
Viele Bemba sind aktive Politiker. Im Bestreben um Unabhängigkeit haben sie eine bedeutende Rolle gespielt. Ihre Sprache Cibemba wurde zur am meisten gesprochenen Sprache in Sambia, auch wenn sie nicht überall die herrschende Sprache ist.